# 宋神道
宋 神道（송 신도、ソン シンド、1922年11月24日 - 2017年12月16日）は、宮城県に在住していた在日朝鮮人女性。

## 人物
日本統治下朝鮮の忠清南道論山郡出身。日本の宮城県で生活保護受給者として生活していたが、1992年1月に元従軍慰安婦を公募する市民団体に連絡し、元「従軍慰安婦」としての活動を開始する。翌年には市民団体と「在日の慰安婦裁判を支える会」を発足し、日本政府に謝罪と損害賠償1億2000万円を求めて訴訟(在日韓国人元従軍慰安婦謝罪・補償請求事件)を開始するが2008年に全面敗訴した。（ただし、1938年から1945年まで宋が慰安婦であったことは認定された。）この活動が認められて1997年12月に第9回多田謡子反権力人権賞を受賞した。なお、日常生活では日本人の通名を使用していた。

## 生涯
本人の証言によれば、1922年、朝鮮の忠清南道で生まれるが、12歳の時に父親と死別。1938年、16歳の時に母親の決めた男性と婚礼をあげたが、結婚生活に嫌気がさして、嫁ぎ先から逃げ出して友人宅などを転々とする日々を過ごしていたところ、大田で知人の朝鮮人女性に「嫁になど行かなくても、戦地に行って働けば金になり、一人で生きて行ける。戦地へ行って御国のために働かないか」と話を持ちかけられ、戦地の意味も仕事の内容も分からないまま平壌に向かったところ、新義州の紹介所と言われる場所で高（コウ）という朝鮮人男性の仲介で慰安所に入ったが、この際の代金が宋の借金とされたため、宗は「騙された」としている。
宋の証言によれば、慰安婦としての生活は、日本人からの暴行により聴覚を失い、死産を繰り返し、出産して生まれた子供も中国人に渡して中国の戦地を転々としながら終戦を迎えた。
戦後は故郷に帰らずに、旧日本軍の男性と一緒に博多から1946年に日本に入国し、埼玉県深谷市で生活を送るが、日本人男性と別れて上京し、在日韓国人の男性と内縁関係となり、宮城県牡鹿群女川町に移住した。1982年まで同居生活を続けたが、男性の死後は生活保護を受けて生活をしており、同じ戦争を経験しているのに、日本人は軍人恩給や遺族年金を受けて豊かな生活をしていることに憤りを感じて、日本政府を糾弾する活動を始める。
2011年に東日本大震災で被災し、男性の死後に独居生活を送っていた女川町の自宅が津波で亡失したため、訴訟支援者らの助力を得て、東京へ移り、韓国挺身隊問題対策協議会の保護を受けで生活しながら、日本に謝罪と賠償を求める日々を続けた。2017年12月16日午後2時10分、老衰のため、東京都内の施設で死去。95歳没。

## 慰安婦としての活動
16歳のとき、朝鮮人のブローカーによって中国中部の武昌の「世界館」という慰安所で慰安婦を強制され、以後は「部隊付き」として歩哨も務めながら応山・長安などを巡り、咸寧で日本の敗戦を知る。2回の出産を経験しており、漢口で出産した子供は近所の人に預けた後に岳州に移動している。また、慰安所を経営する業者によって左腕に「金子」という入れ墨が彫られた。

## 日本への抗議活動
- 1993年4月5日、日本に対し、｢国会における公式謝罪」と「謝罪文の交付」「損害賠償金767億5893万7500円（ただし、金額が多すぎるため一部請求として1億2千万円に変更した[13]）」を求めて東京地裁に提訴。2003年3月28日最高裁第二小法廷が上告棄却・上告受理棄却の決定を出し敗訴が確定した。10年におよぶ裁判の過程は、2007年公開のドキュメンタリー映画『オレの心は負けてない 在日朝鮮人「慰安婦」宋神道のたたかい』に描かれた[14]。
- 2002年7月23日、参院内閣委員会で行われた「戦時性的強制被害者問題解決促進法案」の質疑を傍聴。宮城県選出の岡崎トミ子参議院議員は、宋の主張をそのまま読み上げて、日本政府を糾弾した。その後の集会で「（法案反対の）政治家は慰安婦がくたばって1人もいなくなるのを待っているのか。1日も早く謝罪を」と訴えた[15]。
- 2008年11月23日、第9回日本軍「慰安婦」問題アジア連帯会議に「被害者」として参加。「16歳で連れていかれ、殴られて両方の耳が聞こえず、言葉も通じない。妊娠、出産、死産を繰り返し、解放後も軍人にだまされ、夫婦に成りすまして日本についたとたん置き去りにされた。絶望して自殺を図ろうとしたところ助けてくれた在日朝鮮人の男性と暮らすようになった。」と話した[16]。
- 2010年11月25日に衆院議員会館で開催された日本軍「慰安婦」問題の立法解決を求める国際署名提出行動に、梁澄子、尹美香、吉元玉らと一緒に参加して、「けんかは好きだけど慰安婦はいや。馬鹿は死ななきゃ治らない。」などの発言を行った[17]。
- 2011年8月、第10回日本軍「慰安婦」問題解決のためのアジア連帯会議に参加するため訪韓。
- 2011年、韓国の歴史社会学者李修京は、宋の影響を受け、日本の植民地支配で行われた蛮行を告発する寄稿集「海を越える100年の記憶」を出版した[18]。
- 2011年11月26日、東日本大震災に被災していたため中断していた日本に謝罪と賠償を要求する活動を大阪で再開。「日本の政治家が慰安婦に対する賠償に関心を持たない」と非難した[19]。12月14日には梁澄子が主催する慰安婦問題解決を訴えて外務省の周りを手を繋いで囲む集会に参加している[20]。2012年8月15日に戦時性暴力問題連絡協議会と日本軍「慰安婦」問題解決全国行動2010が共催した銀座でのデモ活動(250人が参加)ではデモの先頭に立った[21]。